# Rostjeneste
Rostjeneste (fra tysk Rossdienst, "hesttjeneste") er den tjeneste til hest i fuld rustning, der var adelens hovedpligt i Danmark til statsforandringen 1660, starten på enevælden.
Ordet rostjeneste fremkommer først sidst i 1500-tallet. Tidligere talte man om adelens pligt til at holde "rustning", og selv om adelsmanden som regel kæmpede til hest, var det egentlige grundlag for hans privilegerede stilling dog, at han personligt og i fuld rustning vovede livet for fædrelandet.
Norge
I Norge blev ikke alene adelen, men også gejstligheden og de mest velhavende odelsbønder flere gange takseret for rostjeneste. Lensherrerne på Akershus og Bohus var forpligtet til at stille et bestemt antal "gerust heste" også i fredstid, men for øvrigt var de tjenestpligtige aldrig personlig opbudt. Pligten blev nemlig omsat i en afgift i penge, og for disse hvervede man fremmede ryttere.